# Most Mellah Slimane
Most Mellah Slimane je 125 m dolga viseča brv čez reko Rhumel v mestu Constantine v Alžiriji. Odprli so ga aprila 1925 in do takrat je bil s 110 m tretji najvišji most na svetu. Most je zasnoval Ferdinand Arnodin in povezuje ulico Larbi Ben M'hidi Larbi z Romunsko cesto, kar pomeni, da povezuje sosesko železniške postaje s središčem starega mestnega jedra, ta povezava poteka prek stopnišča ali dvigala Merdersa. Je na pol poti med mostoma Sidi Rached in mostom Bab El Kantra. Most je bil obnovljen leta 2000, ko je njegove kable zamenjalo alžirsko podjetje SAPTA.
- Slika posneta z vrha brvi
- Stranski pogled na most
- Južna stran starega mestnega jedra, z desnega brega: brv Mellah-Slimane
- Pogled na brv z dvigala
- Nočni pogled na most